# Sírlám
Sírlám, fils de Finn mac Blatha, est selon les légendes médiévales et la tradition pseudo historique irlandaise un Ard ri Erenn. Son nom signifie « longue main » ou « long bras », car la tradition rapporte que ses bras touchaient le sol lorsqu'il était debout (cf. la divinité celtique Lugh, dont une épithète  « lámfada »  signifie également  « long bras »).

## Règne
Sírlám  prend le pouvoir après avoir tué son prédécesseur, Lugaid Íardonn, à Ráth Clochair. Il règne pendant 13 ans  d'après le Lebor Gabála Érenn, ou 16 ans selon Geoffrey Keating et les Annales des quatre maîtres .
Il exile Eochaid Uaircheas le fils de Lugaid  mais après 12 ans outremer Eochaid revient en Irlande et le tue avec une flèche. Le Lebor Gabála synchronise son règne avec celui Artaxerxès Ier en Perse (465-424 av. J.-C. ). La chronologie de Geoffrey Keating  Foras Feasa ar Éirinn date son règne de 649-633 av. J.-C. , et les' Annales des quatre maîtres de 872-856 av. J.-C.

## Source
- (en) Cet article est partiellement ou en totalité issu de l’article de Wikipédia en anglais intitulé « Sírlám » (voir la liste des auteurs), édition du 9 avril 2012.